# Viellenave-d'Arthez
Viellenave-d'Arthez é uma comuna francesa na região administrativa da Nova Aquitânia, no departamento dos Pirenéus Atlânticos. Estende-se por uma área de 3,93 km². Em 2010 a comuna tinha 207 habitantes (densidade: 52,7 hab./km²).